# 부산혜성학교
부산혜성학교는 부산광역시 남구 대연동에 있는 공립 특수학교이다.

## 연혁
- 1974년 1월 15일 : 개교
- 2003년 11월 11일: 현장추적싸이렌 첫방송
- 2015년 12월 30일: 지니키즈 꿀꿀돼지저금통 DIY재활용저금통